# Beica Airport
Beica Airport är en flygplats i Etiopien. Den ligger i den västra delen av landet, 500 km väster om huvudstaden Addis Abeba. Beica Airport ligger 1 645 meter över havet.
Terrängen runt Beica Airport är kuperad västerut, men österut är den platt. Terrängen runt Beica Airport sluttar norrut. Runt Beica Airport är det ganska tätbefolkat, med 72 invånare per kvadratkilometer. I omgivningarna runt Beica Airport växer huvudsakligen savannskog.